# Sara Bouchet
Sara L. Bouchet er fransk-dansk forfatter og cand. mag. i litteraturhistorie. Sara har arbejdet som kommunikationskonsulent ved Midt- og Vestjyllands Politi. Hun har været professionel danser i USA og leder af Johannes V. Jensen Museet i Farsø. Hun ernærer sig udover som forfatter og foredragsholder, også som underviser på skrive- og fortællekurser.
Hun er tilknyttet Politikens Forlag